# Fred Turner
Pour les articles homonymes, voir Fred Turner (professeur) et Turner.
Fred Turner, alias F. A. Turner, né le 12 octobre 1858 à New York et mort le 13 février 1923, est un acteur américain du cinéma muet.

## Filmographie

### Comme acteur
- 1914 : The Next in Command de J. Searle Dawley : soldat Nolan
- 1914 : The Quicksands de Christy Cabanne
- 1914 : The Escape de David W. Griffith : Jim Joyce
- 1915 : The Penitentes (en) de Jack Conway : Père Rossi
- 1915 : The Lost House (en) de Christy Cabanne : oncle de Dosia
- 1915 : A Man and His Mate de John G. Adolfi
- 1915 : The Living Death de Tod Browning
- 1915 : The Woman from Warren's de Tod Browning
- 1915 : The Burned Hand de Tod Browning
- 1916 : Little Meena's Romance de Paul Powell : oncle de Meena
- 1916 : Atta Boy's Last Race de George Siegmann : Phil Strong
- 1916 : Children of the Feud de Joseph Henabery : Juge Lee Cavanagh
- 1916 : The Devil's Needle de Chester Withey : William Mortimer
- 1916 : The Microscope Mystery de Paul Powell : Ira Dayton
- 1916 : Susan Rocks the Boat de Paul Powell : Jasper Thornton
- 1916 : Intolerance de D. W. Griffith : son père
- 1916 : Acquitted de Paul Powell : capitaine de la police
- 1917 : A Love Sublime de Wilfred Lucas : le professeur
- 1917 : The Girl of the Timber Claims de Paul Powell : le père de Jess
- 1917 : Her Official Fathers de Joseph Henabery : John Webster
- 1917 : The Little Yank de George Siegmann : Wilson Carver
- 1917 : Madame Bo-Peep de Chester Withey : colonel Beaupree
- 1917 : Aladin (Aladdin and the Wonderful Lamp) de Chester M. Franklin : Mustapha, le tailleur
- 1918 : Restitution de Howard Gaye : Hérode
- 1918 : She Hired a Husband de John Francis Dillon : colonel Dunstan
- 1918 : The Velvet Hand de Douglas Gerrard : Russo Russelli
- 1918 : Playthings de Douglas Gerrard : Jim Carter
- 1919 : Bonnie, Bonnie Lassie de Tod Browning
- 1919 : The Heart of Wetona (en) de Sidney Franklin : pasteur David Wells
- 1919 : As the Sun Went Down de E. Mason Hopper : Gerald Morton
- 1919 : Le Miracle de George Loane Tucker : M. Higgins
- 1920 : Terror Island (it) de James Cruze : M. West
- 1920 : Eyes of the Heart (en) de Paul Powell : Dr Dewey
- 1920 : The Furnace de William Desmond Taylor : Albert Vallance
- 1920 : Le Retour de Tarzan de Harry Revier
- 1920 : L'Homme au couteau (The Jack-Knife Man) de King Vidor : Peter Lane
- 1921 : Tropical Love de Ralph Ince : le « Seeker »
- 1921 : The Witching Hour de William Desmond Taylor : Lew Ellinger
- 1922 : Through a Glass Window (en) de Maurice S. Campbell : Matt Clancy

### comme assistant réalisateur
- 1937 Killers of the Sea de Raymond Friedgen